# Морбіус
«Морбіус» (англ. Morbius) — шоста серія другого сезону мультсеріалу «Людина-павук» 1994 року.

## Сюжет
Доктор Марія Кроуфорд винайшла ліки проти мутації Людини-павука, але боячись наслідків попереджає Людину-павука. У гніві він починає трощити лабораторію і Кроуфорд вимушена дати йому ліки. Пітер проводить аналіз своєї крові в університеті Емпайр Стейт і залишає там пробірку з кров'ю. Пізніше цю пробірку знаходить Майкл Морбіус і проводячи експеримент перетворюється на вампіра, який потребує плазми людей. Через свою мутацію Людина-павук не може знешкодити Морбіуса, але пізніше він вимушений врятувати Феліцію Харді від нього. Вранці Морбіус знову перетворюється на людину і його госпіталізують. Але вночі він знову перевтілюється у вампіра і втікає з лікарні. Феліція вважає, що його викрав Людина-павук. Тим часом Пітер випробовує препарат і у нього виростають ще чотири руки…

## У ролях
- Крістофер Деніел Барнс — Пітер Паркер/Людина-павук
- Сара Баллантайн — Мері Джейн Ватсон
- Лінда Гері — тітка Мей Паркер
- Сьюзан Біубіан — доктор Марія Кроуфорд
- Нік Джеймсон — Майкл Морбіус
- Дженніфер Гейл — Феліція Гарді
- Ліз Джорджез — Дебра Вітмен
- Марла Рубінофф — Ліз Аллен
- Джонатан Майклз — інші голоси